# 头孢克肟
頭孢克肟（英語：Cefixime）以Suprax等品牌於市面上販售，是一種抗生素藥物，用於治療多種細菌感染 - 包括中耳炎、鏈球菌性咽炎、肺炎、泌尿道感染、淋病和萊姆病。對於淋病通常只需一劑即可治癒。在美國，此藥物通常在淋病對第一線治療藥物頭孢曲松發生抗藥性時而使用的二線藥物。此藥物經由口服方式給藥。
使用此藥物常見的副作用有腹瀉、腹痛和噁心。嚴重的副作用有過敏反應和艱難擬梭菌感染腹瀉。不建議對青黴素有嚴重過敏史的人使用。個體在懷孕期間使用似乎對於胎兒相對安全。它屬於第三代頭孢菌素類藥物。藥物透過破壞細菌的細胞壁，導致其死亡而發揮作用。
頭孢克肟於1979年獲得專利（於日本與美國），並於1989年獲得美國食品藥物管理局（FDA）批准用於醫療用途。它已被列入世界衛生組織基本藥物標準清單之中。在美國有通用名藥物在市面流通。

## 醫療用途
頭孢克肟被用來治療以下感染：
- 泌尿道：由易感菌株的大腸桿菌和奇異變形菌（英语：Proteus mirabilis）引起的單純性泌尿道感染。[3][4][5]
- 耳：由流感嗜血桿菌、卡他莫拉菌（英语：Moraxella catarrhalis）和化膿性鏈球菌引起的中耳炎。[3][4][5]
- 喉嚨：由化膿性鏈球菌引起的扁桃腺炎和咽炎。[3][4][5]
- 胸部和肺部：由肺炎鏈球菌和流感嗜血桿菌引起的慢性支氣管炎。[3][4][5]
- 子宮頸和尿道：由淋球菌易感分離株（產生青黴素酶和不產生青黴素酶的分離株）引起的淋病（子宮頸/尿道）。[3][4][5]
- 皮膚軟組織感染：對A、B組溶血性鏈球菌有效。然而金黃色葡萄球菌、凝固酶陰性葡萄球菌和腸球菌則對此藥物具抗藥性。[11]

此藥物也用於治療傷寒。

### 細菌易感譜
頭孢克肟是種廣效性頭孢菌素抗生素，常用於治療耳部、泌尿道和上呼吸道的細菌感染。以下是一些具有醫學意義的微生物最小抑菌濃度易感性數據：
- 大腸桿菌：0.015微克/毫升 - 4微克/毫升
- 流感嗜血桿菌：≤0.004微克/毫升 - >4微克/毫升
- 奇異變形桿菌：≤0.008微克/毫升 - 0.06微克/毫升
- 肺炎鏈球菌：0.12微克/毫升[11]
- 金黃色葡萄球菌：>128微克/毫升（具抗藥性）[11]
- 腸桿菌屬：>128微克/毫升（具抗藥性）[11]

## 作用機轉
頭孢克肟的殺菌作用來自抑制病菌細胞壁合成。它會結合细菌细胞壁的青黴素结合蛋白 之一，阻礙肽聚糖合成中的最後轉肽作用。 因此抑制細菌細胞壁生物合成和裝配， 最終導致細菌死亡。
藥物只有40-50%在消化道吸收（口服生物利用度）。使用藥物的同時進行飲食，可能會減慢吸收速度，但不會減少吸收量。口服懸浮液給藥後的平均最大血藥濃度比口服片劑或膠囊後的最大血藥濃度約高25-50%。
藥物在膽汁和尿液中的分佈濃度較高，它可穿過胎盤，蛋白結合力為65%。

## 禁忌症
已知對頭孢菌素類抗生素敏感或過敏的患者禁用此藥物。由於頭孢克肟是第三代頭孢菌素，因此對於真正青黴素過敏的患者並非禁忌症。

## 不良反應
使用此藥物的不良反應包括腹瀉、消化不良、噁心和嘔吐。已有出現皮疹、蕁麻疹和史蒂芬斯－強森症候群等過敏反應的報告。對於藥物過量，尚無特定的解毒劑可資利用。

## 與其他藥物交互作用
頭孢克肟可能會與口服霍亂滅活疫苗、去氧孕烯（一種口服孕激素藥物）及烯孕酮（一種避孕藥）等發生交互作用，在使用前應該與醫療保健人員諮詢。

## 歷史
此藥物在美國以商品名Suprax銷售，而在2003年，由於專利到期而被藥廠惠氏從市場上撤下。印度藥廠樂賓製藥在2007年開始於美國銷售商品名為Suprax的頭孢克肟，內含多種劑型和劑量。

## 品牌
頭孢克肟在全球以多種品牌銷售，例如Pancef、Caricef、Taxim o、Texit、Ofex、Cefid、Cef-3、Denvar、3-C、Cefim、Magnett、Oroken、Ofiken、Fix-A和Zifi。
此藥物在印度以Zifi 200的商品名稱銷售，並且經常有仿冒藥出現。